# Generalski pečatni prstan (Slovenska vojska)
Generalski pečatni prstan je spominsko priznanje Ministrstva za obrambo Republike Slovenije, ki je v obliki pečatnega prstana. Podeli ga minister za obrambo Republike Slovenije, medtem ko ga po navadi izroči predsednik Republike Slovenije, ki je vrhovni poveljnik Slovenske vojske.
V skladu s Pravilnikom o priznanjih Ministrstva za obrambo dobi vojaška oseba ob povišanju v čin generalmajorja generalski pečatni prstan, ki ima na notranji strani »vgraviran datum povišanja v generalski čin. Na zunanji levi strani je vgravirana oznaka pripadnosti Slovenski vojski, na zunanji desni strani prstana sta vgravirana prekrižana meča, na vrhu pa je oblikovan poznogotski ščit. Generalski pečatni prstan je teže 20 g, izdelan iz rumenega, 14 karatnega zlata, poznogotski ščit pa iz belega zlata«.